# Morris S. Miller

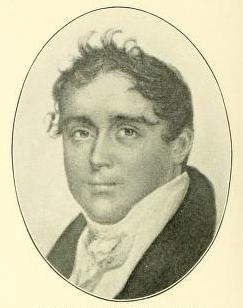
Morris Smith Miller

Morris Smith Miller (* 31. Juli 1779 in New York City; † 16. November 1824 in Utica, New York) war ein US-amerikanischer Jurist und Politiker. Zwischen 1813 und 1815 vertrat er den Bundesstaat New York im US-Repräsentantenhaus. Der Kongressabgeordnete Rutger B. Miller war sein Sohn.

## Werdegang
Morris Smith Miller wurde während des Unabhängigkeitskrieges in New York City geboren. Er graduierte 1798 am Union College in Schenectady. Miller studierte Jura und erhielt seine Zulassung als Anwalt. Er war Privatsekretär von Gouverneur John Jay und praktizierte dann 1806 als Anwalt in Utica. 1808 war er Präsident der Village von Utica. Er wurde 1810 Richter am Court of Common Pleas im Oneida County – eine Stellung, die er bis zu seinem Tod innehatte. Politisch gehörte er der Föderalistischen Partei an.
Bei den Kongresswahlen des Jahres 1812 für den 13. Kongress wurde er im 16. Wahlbezirk von New York in das US-Repräsentantenhaus in Washington, D.C. gewählt, wo er am 4. März 1813 als erster Vertreter des Distrikts im US-Repräsentantenhaus seinen Dienst antrat, nachdem der Distrikt 1809 abgeschafft wurde. Er schied nach dem 3. März 1815 aus dem Kongress aus.
Miller vertrat im Juli 1819 die Bundesregierung bei den Vertragsverhandlungen zwischen den Seneca und den Eigentümern der Seneca Reservation in Buffalo im Erie County. Am 16. November 1824 verstarb er in Utica und wurde dann auf dem Rural Cemetery in Albany beigesetzt.